# The Manhattan Transfer

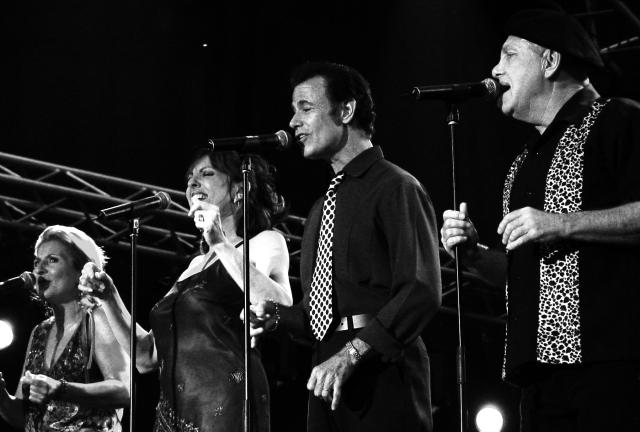
The Manhattan Transfer: Дженіс Сігел, Шеріл Бентін, Алан Пол та Тім Хаузер

The Manhattan Transfer — американський гурт, утворений 1969 року у Нью-Йорку. До складу гурту ввійшли: Джин Пістіллі (Gene Pistilli) — вокал, гітара; Тім Хаузер (Tim Hauser), 1940, Трой, Нью-Йорк, США — вокал, гітара, банджо; Пет Розалія (Pat Rosalia) — вокал, тромбон; Марті Нелсон (Marty Nelson) — гітара, кларнет, фортепіано та Ерін Дікінс (Erin Dickins) — вокал, гітара, ударні.
Після дебюту 1971 року з альбомом «Jukin'» гурт несподівано припинив свою діяльність. 1973 року Тім Хаузер вирішив відродити The Manhattan Transfer як вокальний квартет і запросив цього разу до співпраці Алана Пола (Alan Paul), 1949, Нью-арк, Нью-Джерсі, США — вокал; Дженіс Сігел (Janis Siegel), 1953, Нью-Йорк, США — вокал та Лорел Масс (Laurel Masse), 1954, США — вокал. Хоча гурт презентував розмаїття стилів, квартет помітили передусім завдяки досконалим вокальним гармоніям. Як і колега з компанії «Atlantic» Бетт Мідлер, The Manhattan Transfer своєю творчістю нагадували давні часи і здобули популярність насамперед у нью-йоркських кабаре.
Попри те, що репертуар гурту мав небагато спільного з поп-музикою, їхні записи очолювали рейтинги найпопулярнішої музики у багатьох містах з обох боків Атлантики. Однак популярність у США та Британії здобували твори різних стилів, і така різнорідність репертуару чітко поділила фанів квартету. Наприклад, шанувальники ліричних балад типу «Chanson D'Amour» не потрапляли до кола прихильників суворого твору госпел «Operator» або джазового «Tuxedo Junction». 1978 року Лорел Масс змінила Шеріл Бентін (Cheryl Bentyne), щоправда, ця зміна ніяк не вплинула на загальне звучання гурту. Секрет успіху гурту завжди полягав у незвичному вокальному таланті його учасників, музичній майстерності та досконало відпрацьованих концертних виступах. Найкращими хітами гурту є «Chanson D'Amour», «Walk In Love», «On It Little Street In Singapore», «Boy From New York City» та «Spice Of Life», а у записах The Manhattan Transfer залюбки брали участь Джон Хендрікс, Боббі Макферрін, Діззі Гіллеспі та оркестр Конта Басі.

## Дискографія
- 1971: Jukin'
- 1975: The Manhattan Transfer
- 1976: Coming Out
- 1978: Pastiche
- 1978: Live
- 1979: The Extensions
- 1981: Mecca For Moderns
- 1981: The Best Of The Manhattan Transfer
- 1983: Bodies & Souls
- 1985: Bop Doo-Wopp
- 1985: Vocalese
- 1987: Vocalese Live
- 1987: Man Tora! Live In Tokio
- 1987: Brasil
- 1991: The Offbeat Of Avenues
- 1992: The Christmas Album
- 1992: Anthology: Down In Birdland
- 1994: Tonin'
- 1994: The Very Best Of Manhattan Transfer
- 1997: Swing
- 1997: Boy From New York City And Other Hits
- 2000: The Spirit of St. Louis
- 2003: Couldn't Be Hotter
- 2004: Vibrate
- 2005: An Acapella Christmas
- 2006: The Symphony Sessions
- 2006: The Definitive Pop Collection

### Дженіс Сігел
- 1982: Experiment In White
- 1987: At Home
- 1989: Short Stories
- 2002: I Wish You Love
- 2006: A Thousand Beautiful Things